# ذوق فني

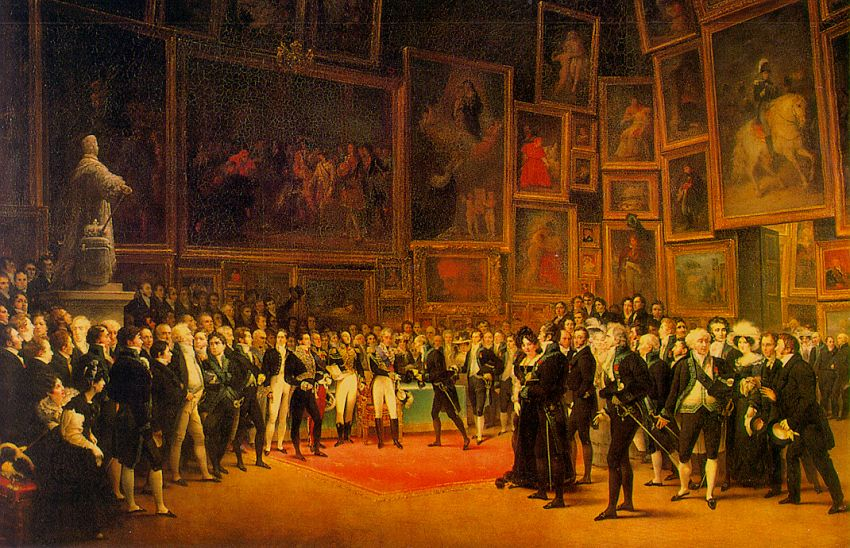
التعبير الأمثل للذوق الفني الرفيع: الملك كارلوس العاشر يسلم الجوائز في قاعة متحف اللوفر 1824

الذوق الفنّي أو الذوق الجمالي هو الإحساس المرافق لسياقات فنّية أو جمالية؛ ويوصف كذلك بحاسة الذوق بدلاً عن الحواس المُستخدمة في تأمل الفنون الجميلة (كحاسة البصر في الفنون المرئية أو حاسة السمع في الموسيقى). ومن هنا، فإن حكم الذوق ليس حكم معرفة، وبالتالي ليس منطقيا بل جماليا؛ ونعني بذلك أن المبدأ الذي يعينه لا يمكن أن يكون إلا ذاتيا.في المفردات اللغوية للنقد الفنّي، من المعتاد نقل الإحساس من بعض مناطق الإدراك الحسي ذات الخصائص الحسّية المحددة إلى مناطق أخرى (مثلاً، في فن الأكل عند تذوّق النبيذ وصناعة العطور تُستخدم مفردات لغويّة خيالية بشكل كبير لا تقتصر على الرائحة والطعم)، وهذا ما يسمّى في بعض الحالات إطلاقا بالتصاحب الحسّيّ (حالة موجودة عند بعض الفنانين، لا سيما الفنان الروسي كاندينسكي).
وجب الاعتراف أن الذوق متغير، ليس وجهة نظر عالمية بل نظرة خاصة لكل شخص، وعلى الرغم مما قالوه في هذا الشأن: «في التنوع يكمن الذوق»، «للأذواق أوجدت الألوان»، «لا شجار من أجل الأذواق» إلا أنهم أنشأوا تلك الهرمية التقليدية أو التحكيم أو التقييم الذي تخضع له الأذواق، فولّد مفاهيم متضادّة وأوجد ما يُسمى «الذوق الجيد» و«الذوق السيء». ومن وجهة نظر نخبوية، ظهر ما يُسمى «الكيتسش» أي الذوق السيء الذي تُنعت به الانتاجات الفنية الشعبية، المبتذلة أو الهابطة. وكانت قد طُبّقت معايير مماثلة في العصر الروماني القديم، حين عيّن تاسيتس، مؤرخ ورئيس قضاة أحد المقاطعات الرومانية، بيترونيو حَكَم الأناقة (arbiter elegantiæ).

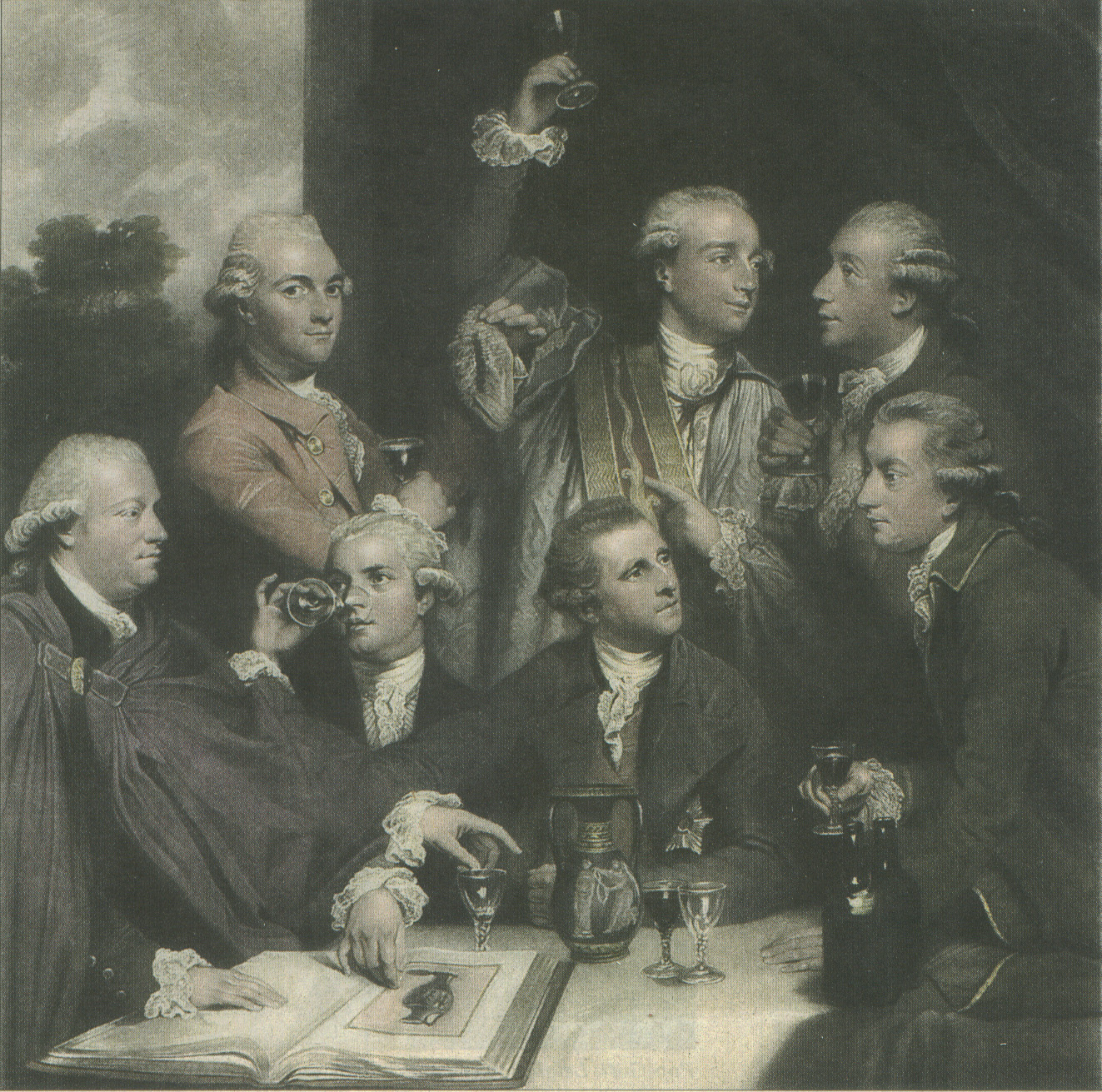
أعضاء مجتمع هواة التأنق 1777

لكل نظرية فنية تطبيقها الفردي أو الاجتماعي في الذوق عند الحديث عن وجهات نظر تقيميّة (الحكم على الجمالية)؛ ويكمن تطبيقها المهني في النقد الفنيّ الذي يخرج أعمالا فنية تعتمد على خصائص تابعة لمدرسة أو حركة فنيّة محددة أو من خلال أسلوبٍ فنيّ أكثر شمولاً. وليس العمل الفنيّ بحد ذاته هو ما يؤُخذ بعين الاعتبار عند الحديث عن ذوق الفنان، وإنّما خبراته أيضاً تلعب دوراً هاماً في تحديد الذوق الذي يخص العمل الفني، خصوصاً في تجلّياته الأكثر تطرّفاً وتناقضاً كـ الفن الأكاديمي، والفن والأدب البوهيمي الذي كانت الحياة الغجرية شرارة انطلاقته، وأخيراً الفن التحريضي).
وبناءً على منظور عصر النهضة (بالداساري كاستيليوني، مؤلف كتاب رجل البلاط El cortesano، 1528) وعصر الباروك (بالتاسار جراثيان، مؤلف كتاب الحكيم El discreto ، 1648)؛ ساهم عصر التنوير في تشكيل المصطلح التعليمي «تعليم الذوق» (يقدمها كل من الفرنسيين فولتير وجان جاك روسو).
أما كانت في كتابه الفلسفي نقد الحكم 1790 فيعرّف الحكم على الجمالية بأنها مَلَكَة نقد الجمال، وهي ملكة ذاتية ولكن الحكم يضفي عليها قيمة عالمية. وبالنسبة للسياسي والفيلسوف الإنجليزي لأنتوني أشلي كوبر أوالفرنسي دنيس ديدرو فإنّ الذوق هو ملكة طبيعية وإبداعيّة توجهها قوانينها الخاصّة.
وبدأت تشيع خصائص التأنق -بالإسبانية: Dandi- والولع بالفن -بالإسبانية: dilettante-. وفي الفترة ذاتها تلاشى اختزال الذوق في سياقه الاجتماعي أي الموضة. أما في القرن التاسع عشر، ومع بروز الرومانسيّة لفت المصطلح نظر الفيلسوف الألماني هيغيل الذي لم يحصره في حدود ما هو جميل فقط، فقد كان يؤمن أن «الذوق يتلاشى أمام العبقرية» وهذه الأخيرة يُمكننا أن نَعُدّها جمالية فنية أو فلسفة فنية.
بالنسبة للناقد الفرنسي بودلير والشاعر الفرنسي مالارميه وفاليري فيفهمانه من وجهة نظر "اللعنية - بالإسبانية: malditismo- بطابعها التاريخي، كملكة للولوج إلى حركة الحداثة، بطريقة مشابهة لما حصل مع الحركة السريالية، حيث صنف لوركا ودالي -وهم في مرحلة الشباب- كل ما لم يكن بمستواها بأنه غير جيد.
ومنذ أواسط القرن العشرين خضع الفن والجمالية لعمليات ذاتية التحطيم، فظهر مثلا كتاب «موت الفن» للكاتب الإيطالي آرغان، والنظرية التفكيكة لجاك دريدا. أما التحليل المعاصر للذوق فيميل إلى معارضة مفهومي التفضيل الفردي واستحسان الحكم؛ بينما قام علم الاجتماع بدراسة التقنيات الاجتماعية والاقتصادية الخاصة بتحديد الذوق، في الوقت ذاته الذي بدأ فيه الفيلسوف وعالم الاجتماع الألماني جورج سيميل بالاهتمام بدراسة ظاهرة الموضة.
منذ أن نُشر كتاب (نظرية الطبقة الفنية، 1899) للفيلسوف وعالم الاجتماع الألماني ثورستين فيبلين، أصبح الاقتصاد من المعايير المهمة في الحكم على الذوق فهو مثال على المنافسة الاجتماعية وذلك من خلال الاستهلاك. وقام أرنولد هوسر -مؤرخ التاريخ من أصل هنغاري- بتطوير المفهوم ذاته من خلال نظرية المادية التاريخية في كتابه (الفن والمجتمع عبر التاريخ، 1951).